# Bitwa pod Szackiem
Bitwa pod Szackiem – starcie podczas agresji ZSRR na Polskę, stoczone w dniach 28–30 września 1939 między 52. Dywizją Strzelecką Armii Czerwonej, a liczącą w tym czasie około 4000 żołnierzy grupą KOP generała Wilhelma Orlika-Rückemanna.

## Przebieg bitwy
Szacka broniły dwie kompanie z 112. Pułku Strzeleckiego wsparte plutonem CKM. 54. Dywizjon Przeciwpancerny prawdopodobnie wycofał się uprzednio z Szacka i zajął pozycję w połowie drogi z Szacka do wsi Mielniki.
Po stronie sowieckiej w walkach wziął udział między innymi 411. batalion pancerny, dowodzony przez kapitana Nieseniuka, który został całkowicie rozbity.
Walki o miejscowość rozpoczęli Sowieci 28 września, uprzedzając polski atak. Kilka czołgów 411. batalionu pancernego i samochody z piechotą ruszyły groblą koło jeziora Lucemierz na pozycje polskie, które znajdowały się na wschód i południowy wschód od wsi. Teren był bardzo grząski. Oddziały KOP podpuściły wroga blisko i otworzyły ogień z działek ppanc. i karabinów maszynowych. W czasie tej walki zniszczono 8 czołgów, które zablokowały wąską groblę. Z 411. batalionu pancernego uratowało się trzech rannych czołgistów. Na wieść o rozbiciu 411 batalionu pancernego płk Russijanow długo nie przysyłał posiłków oddziałom walczącym w rejonie Szacka. Następnie rozpoczął się polski atak na Szack. Wojska polskie poprowadził ppłk Nikodem Sulik. Wieś została ostrzelana przez artylerię, a następnie doszło do szturmu i krwawej walki na bagnety. W południe została zdobyta. Znalezione tu zaopatrzenie poprawiło sytuację wyczerpanych fizycznie i psychicznie polskich żołnierzy. Sowieci przeprowadzili kontratak, ale został on odparty ogniem broni maszynowej i artylerii. Natomiast polska próba oskrzydlenia wojsk sowieckich nie udała się. 29 września oddziały polskie wycofały się w kierunku przeprawy przez Bug w Grabowie. Samochody ciężarowe i kilka dział trzeba było zostawić.
W walkach z sowietami zginęło lub zostało rannych 500 polskich żołnierzy. KOP stracił też sporo amunicji, zwłaszcza artyleryjskiej i kilka ciężarówek. Straty Armii Czerwonej wyniosły: 81–82 zabitych i 184–185 rannych żołnierzy, zniszczonych 8–9 czołgów i 5 ciągników artyleryjskich T-20 Komsomolec. Siemion Timoszenko przyznał się do straty 7 czołgów i kilku samochodów pancernych. Dowódca radzieckiej dywizji, pułkownik Iwan Russijanow został ciężko ranny w rękę odłamkiem pocisku artyleryjskiego (prawdopodobnie 75 mm).

## Zbrodnia w Mielnikach
W pobliskich Mielnikach Sowieci zabili 18 wziętych do niewoli po bitwie oficerów i żołnierzy Korpusu Ochrony Pogranicza.

## Upamiętnienie
Walki żołnierza polskiego pod Szackiem w II wojnie światowej zostały upamiętnione na Grobie Nieznanego Żołnierza w Warszawie napisem na jednej z tablic po 1990 r. „SZACK – WYTYCZNO 28 IX – 1 X 1939”.